# Steve Jansen
Steve Jansen, nascido Stephen Batt (Beckenham, Kent, Inglaterra, 1 de dezembro de 1959), é um baterista, percussionista, compositor e cantor inglês; conhecido como um dos fundadores do grupo de glam rock e new romantic Japan, junto com David Sylvian (nascido David Batt - vocais, guitarra e teclado), Mick Karn (nascido Andonis Michaelides - baixo fretless), Richard Barbieri (teclados) e Rob Dean (nascido Robert Dean - guitarra solo).  Após o Japan, Steve tocou em discos de Sylvian, seu irmão, e fez uma parceria consistente com Barbieri, com cinco álbuns de estúdio entre 1985 e 1996 para a Virgin Records e Venture (incluindo o dos Dolphin Brothers) e lançando pelo selo fonográfico Medium Productions com Karn e Barbieri. Foi integrante da banda Nine Horses.

## História

### 1959-1990: Nascimento, Japan,Worlds in a Small Roome The Dolphin Brothers
Nascendo em 1 de dezembro de 1959, Jansen entra com a idade de 14 anos para o Japan; que em seu início era um trio com seu irmão David Sylvian e o baixista Mick Karn, fazendo seu primeiro show em 1 de junho de 1974, com Richard Barbieri e Robert Dean entrando logo após este show. Depois do fim do Japan, que lançou cinco discos de estúdio entre 1978 e 1982, Jansen grava com Richard Barbieri o álbum Worlds in a Small Room, saindo em 1985 no Japão e em 1986 no Reino Unido, e juntos montam o The Dolphin Brothers, onde fica responsável pela bateria e percussões, além de ser o vocalista; lançando o álbum Catch the Fall, e dois singles, em 1987.
Neste período ele também foi baterista nos discos de Sylvian, participando das gravações de "Bamboo Houses" / "Bamboo Music" (single de 1982, com Ryuichi Sakamoto), dos álbuns Brilliant Trees, Gone to Earth e Secrets of the Beehieve e do álbum experimental Alchemy: An Index of Possibilities; também tocando a bateria, teclado e piano, do single 12" "Buoy" (1986), de Mick Karn (com Sylvian nos vocais), e participando em seus dois primeiros álbuns, Titles e Dreams of Reason Produce Monsters. Continua participándo das gravações de seu irmão durante a década de 1990 (no álbum Dead Bees on a Cake, de 1999), com exceção da parceria Sylvian/Fripp, que gerou os álbuns The First Day (1993, com o baterista Jerry Marotta) e o ao vivo Damage (1994, com o baterista Pat Mastelotto).

### 1991-2015: Rain Tree Crow,Stories Across Borders, JBK e Medium Productions, Nine Horses,Slope,Lumen,Through a Quiet Window
Em 1991, Jansen volta com os integrantes do Japan no álbum Rain Tree Crow; grava com Barbieri o álbum Stories Across Borders e cria, entre 1993 e 2001, a banda JBK (Jansen, Barbieri, Karn) com Barbieri e Mick Karn; também lançando a Medium Productions Limited, seu próprio selo fonográfico; uma forma de lançar suas músicas em conjunto, assim como os lançamentos de outros artistas. O grupo JBK gravou os discos Beginning to Melt, Seed, _ISM e uma gravação ao vivo, Playing in a Room With People. Lança por este selo, em 1995, o álbum Stone to Flesh e, em 1996, Other Worlds in a Small Room, ambos com Barbieri; além de lançar Changing Hands, com Barbieri e Nobukazu Takemura, em 1997.[carece de fontes?]
Jansen colaborou com outros artistas, como o japonês Yukihiro Takahashi ‎– no single 12" de "Stay Close" (1986) e no álbum e single 12" PulseXPulse (1997), além de lançar alguns singles e o álbum de remixagens Pulse Remix[carece de fontes?] ‎– e a cantora e compositora italiana Alice. Também trabalhou num projeto intitulado Nine Horses com seu irmão David Sylvian e com Burnt Friedman, lançando o álbum de nome Snow Borne Sorrow (2005), o single "Wonderful World" (2006) e o EP Money for All (2007)[carece de fontes?] pelo selo de Sylvian, o Samadhisound, que lança o primeiro álbum solo de Jansen, Slope, em 22 de outubro de 2007;[carece de fontes?] também gerando o arquivo MP3 de 4 Remixes From Slope (2008). 2008 é também o ano de lançamento do DVD do filme, gravado em Tóquio em 29 de fevereiro do mesmo ano, The Occurrence of Slope, lançado em CD pela Samadhisound em 2009.[carece de fontes?] Em 28 de outubro de 2013, a gravadora Burning Shed lança um box em CD triplo e incluindo o álbum Slope original, mais remixes, gravações ao vivo e trilhas sonoras instrumentais, contendo as já conhecidas "Playground Martyrs" e "Ballad of a Deadman", ambas com Sylvian nos vocais, sendo que a primeira possui uma versão com vocais de Nina Kinert. Slope, o álbum, conta com a participação de Tim Elsenburg, Joan Wasser, Thomas Feiner, Anja Garbarek e Theo Travis, além de Sylvian e Kinert. Em 2013, o artista disponibilizou, em MP3 e FLAC, os arquivos das músicas "Captured Through a Quiet Window" e "Exit North", esta última originalmente composta para acompanhar uma performance visual intitulada 'North', em 2010, permanecendo inacabada e sendo posteriormente concluída em janeiro de 2013. 2014 marca o lançamento da composição "Faced With Nothing", uma colaboração com a cantora Nicola Hitchcock, disponível em single e MP3 a partir de 01 de setembro.
Em fevereiro de 2015, uma gravação do único concerto, datado de 01 de novembro de 1996, de Steve Jansen e Richard Barbieri, já realizado até à data e com canções dos discos Stories Across Borders e Stone To Flesh, é liberada pela Kscope com o título Lumen, em vinil e com arte de capa por Carl Glover. Foram acompanhados, neste concerto, por Mick Karn e Steven Wilson. Em março ele anuncia o lançamento no iTunes do álbum Kinoapparatom, gravado em Milão, no Palazzina Liberty, em 11 de dezembro de 1999, com o tecladista Claudio Chianura e lançado em 2001 pela Medium Productions Limited, em nova versão com três músicas extras ("Machine Room", "Mirror", "Ballerina"). Em 12 de abril, Steve anuncia sua página oficial no Facebook. A partir de 28 de setembro é anunciada a venda de um livro de fotos por Steve Jansen, Through a Quiet Window. Também participa do projeto Music for a Dying Star. Em 21 de outubro de 2015 é lançada pela Kscope uma nova edição, remasterizada, do álbum Stone to Flesh, lançado originalmente em 1995 com Richard Barbieri.

### 2016:Tender Extinction
Em março de 2016, o músico anuncia em sua página o lançamento de seu segundo disco solo, Tender Extinction, lançado em abril e agora disponível por seu próprio selo (SJ01).

## Discografia

### Solo
- Slope (2007) - Samadhisound (CD e MP3)
- Swimming in Qualia (Ascent) (2008) - Samadhisound (FLAC)
- 4 Remixes From Slope (2008) - Samadhisound (MP3)
- Slope (2013) - Burning Shed (box set, 3XCD)
- "Captured Through a Quiet Window" (2013) - edição independente (MP3 e FLAC)
- "Exit North" (2013) - edição independente (MP3 e FLAC)
- Tender Extinction (2016) - A Steve Jansen Production (CD e MP3)

### Ao vivo
- The Occurrence of Slope (2009) - Samadhisound (CD e MP3)

### Parcerias
- Worlds in a Small Room - álbum, com Richard Barbieri (1985) - Victor, Japão / (1986) - Pan East Records, UK
- "Stay Close" / "Betsu-Ni", "Stay Close (Weirder World)" - 12", com Yukihiro Takahashi (1986)
- "Shining" / "My Winter" - 7", com Richard Barbieri, como The Dolphin Brothers (1987) - Virgin Records
- Catch the Fall - álbum, com Richard Barbieri, como The Dolphin Brothers (1987) - Virgin Records
- "Second Sight" / "Host to the Holy" - 7", com Richard Barbieri, como The Dolphin Brothers (1987) - Virgin Records
- Stories Across Borders - álbum, com Richard Barbieri (1991) - Venture
- Beginning to Melt - álbum, com Richard Barbieri e Mick Karn (JBK) (1993) - Medium Productions Limited
- Seed - EP, com Richard Barbieri e Mick Karn (JBK) (1994) - Medium Productions Limited
- Stone to Flesh - álbum, com Richard Barbieri (1995) - Medium Productions Limited / (2015) - Kscope
- Other Worlds in a Small Room - álbum, com Richard Barbieri (1996) - Medium Productions Limited (contendo 4 músicas do álbum Worlds in a Small Room)
- Changing Hands - álbum, com Richard Barbieri e Nobukazu Takemura (1997) - Medium Productions Limited
- Pulse X Pulse: "Life's Like That", "The Choice", "Wave" / "Memory Without Consequence", "A River Dry", "Prayer of Gold" - 12", com Yukihiro Takahashi (1997) - Consipio Records, Japão
- Pulse X Pulse - álbum, com Yukihiro Takahashi (1997) - Consipio Records, Japão / (1998) - Medium Productions Limited, UK
- Pulse Remix - álbum, com Yukihiro Takahashi (1998) - Consipio Records, Japão / (1999) - Medium Productions Limited, UK
- _ISM - álbum, com Richard Barbieri e Mick Karn (JBK) (1999) - Medium Productions Limited
- Playing in a Room With People - álbum ao vivo, com Richard Barbieri e Mick Karn (JBK) (2001) - Medium Productions Limited
- Kinoapparatom - álbum, com Claudio Chianura (2001) - Medium Productions Limited
- Snow Borne Sorrow - álbum, como Nine Horses (2005) - Samadhisound
- "Wonderful World", "The Banality of Evil", "When Monday Comes Around", "Wonderful World, Radio Edit" - CD single e FLAC, como Nine Horses (2006) - Samadhisound
- Money for All - EP, como Nine Horses (2007) - Samadhisound
- A Secret Life - álbum, com Steve D'Agostino e John Foxx (2009) - Metamatic
- "Faced With Nothing" - MP3, com Nicola Hitchcock - Not on Label (2014)
- Lumen - álbum ao vivo, com Richard Barbieri (2015) - Kscope

### Gravações para outros artistas
- David Sylvian e Ryuichi Sakamoto, "Bamboo Houses" / "Bamboo Music" - 12" e 7", Virgin Records (1982)
- Mick Karn, Titles - álbum, Virgin Records (1982) (músicas "Tribal Dawn" e "Sensitive")
- Mick Karn, "Buoy" / "Dreams of Reason", "Language of Ritual" - 12", Virgin Records (1986)
- Mick Karn, "Buoy" / "Dreams of Reason" - 7", Virgin Records (1987)[5]
- Mick Karn, Dreams of Reason Produce Monsters - álbum, Virgin Records (1987) (com a música "Land" composta por Jansen)
- Alice, Il Sole Nella Pioggia - álbum, EMI (1989)
- Richard Barbieri e Tim Bowness, Flame - álbum, One Little Indian (1994) (músicas "A Night in Heaven", "Song of Love and Everything, Part I And II", "Flame", "Trash Talk", "Torch Dance", "Feel")
- Indigo Falls (Richard e Suzanne Barbieri), Indigo Falls - álbum, Medium Productions Limited (1997) (músicas "Only Forward", "World's End" e "The Wilderness")
- Nicola Alesini e Pier Luigi Andreoni, Marco Polo (Volume II) - álbum, Materiali Sonori (1998) (músicas "Tabriz", "Indiablue" e "The Valley of Pamir, 2nd Day")
- David Sylvian e Ryuichi Sakamoto, "World Citizen (I Won't Be Disappointed)" - CD single, Warner Music Japan (2003) (músicas "World Citizen, Short Version" e "World Citizen, Long Version")
- Alice, Lungo La Strada Live - álbum, Arecibo (2009)
- Alice, Samsara - álbum, Arecibo (2012)

### Colaborações com David Sylvian (em carreira solo)
- Brilliant Trees (1984) - Virgin Records
- Alchemy: An Index of Possibilities (1985) - Virgin Records
- Gone to Earth (1986) - Virgin Records
- Secrets of the Beehive (1987) - Virgin Records
- Dead Bees on a Cake (1999) - Virgin Records

## Livros
- Jansen, Steve - Through a Quiet Window (2015) - produção: Yukihiro Takahashi / Hints Music (fotografias - ISBN 9784865591279)